# Station Nyborg Færge
Station Nyborg Færge was een station in Nyborg, Denemarken.
Het station is gesloten in 1997, tegelijk met de opening van Grote Beltbrug.